# 萊氏麗䲁
萊氏麗䲁（學名：Bellapiscis lesleyae），為條鰭魚綱䲁形目三鰭䲁科麗䲁屬的一個種，分布於西南太平洋紐西蘭海域，深度0至5公尺，本魚體短小強壯，頭大，身體具有不規則或無棋盤格圖案，延伸至腹部，三個背鰭，背鰭硬棘18-21枚、背鰭軟條10-15枚、臀鰭硬棘2枚、臀鰭軟條17-22枚，體長可達6公分，棲息在潮間帶的潮池，以小型無脊椎動物、腹足類為食，雌魚產附著性卵在藻類築的巢，雄魚會守護卵，幼魚為浮游性，生活習性不明。